# Bernhard von Richthofen

Bernhard Ludwig Ernst Freiherr von Richthofen (* 8. Juni 1836 in Cammerau, Kreis Schweidnitz, Schlesien; † 6. Juni 1895 in Bonn) war ein preußischer Verwaltungsbeamter. Ab 1868 war er Landrat von Buck, von 1875 bis 1885 Landrat des Kreises Stolp in der Provinz Pommern und von 1885 bis zu seinem Tod Polizeipräsident von Berlin.

## Leben
Bernhard von Richthofen war ein Sohn des Kohlengrubenbesitzers und Seeleutnants Eduard von Richthofen (1801–1863) und dessen Ehefrau Amalie von Schmettau (1809–1843). Er studierte Rechtswissenschaft an der Friedrichs-Universität Halle und wurde 1856 im Corps Marchia Halle aktiv.
1858 trat er in die innere Verwaltung des Königreichs Preußen. Er begann seine Karriere beim Kammergericht Glogau und wurde 1868 Landrat im Kreis Buck (Posen). 1874 wurde er Nachfolger des umstrittenen Landrats Hans von Gottberg in Stolp, der aus politischen Gründen in den einstweiligen Ruhestand versetzt worden war. Im Kreis Stolp, der auf Grund seiner Größe und aus politischen Gründen als schwierig galt, wurden nur ausgewählte Beamte eingesetzt. Richthofen sollte dort den Standpunkt der Regierung durchsetzen.

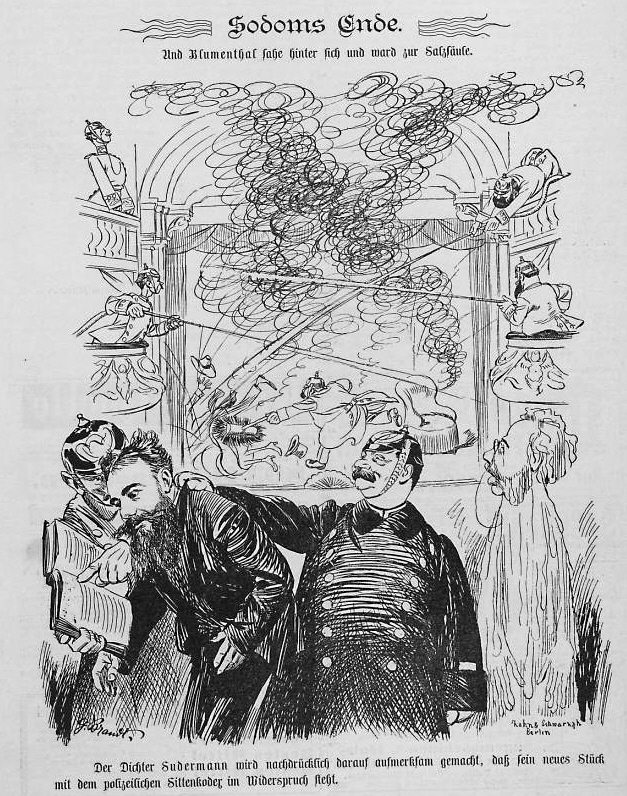
Sodoms Ende (1890). Karikatur Gustav Brandts zur Polizeizensur von Hermann Sudermanns gleichnamigen Stück.

Im Oktober 1885 wurde Richthofen Polizeipräsident von Berlin. Als solcher überwachte Richthofen die Ausführung des Sozialistengesetzes in Berlin. Er betrieb 1892 letztlich erfolglos das Verbot der Freien Volksbühne Berlin, die er als gefährliche Propagandaorganisation der sozialistischen Bewegung ansah.
Geradezu sprichwörtlich wurde ein Urteil Richthofens über die Dramen des Naturalismus. Als er die für Oktober 1890 geplante Uraufführung des Stückes Sodoms Ende von Hermann Sudermann untersagte, begründete er dies gegenüber dem Direktor des Berliner Lessingtheaters, Oscar Blumenthal, mit den Worten: Die Janze Richtung passt uns nicht. Nach weiteren Interventionen Blumenthals beim preußischen Innenminister Ernst Ludwig Herrfurth und leichten Kürzungen hob Richthofen sein Verbot auf Anweisung des Ministers auf.
Ein Nachruf der Zeitschrift Daheim schildert Richthofen als „[s]charf und schneidig“, als „unermüdlich fleißig[n] Arbeiter“, der „durch seine große persönliche Liebenswürdigkeit“ und seine „frische, gewinnende Art und Weise“ sich bei denen, mit denen sein Amt ihn in Berührung brachte, beliebt machte. Angeblich, so ein von Hans von Tresckow kolportiertes Gerücht, verdankte Richthofen seine Beförderung dem Wunsch Otto von Bismarcks, mit Richard von Puttkamer einen Verwandten seiner Frau Johanna von Puttkamer in Stolp einzusetzen. Tresckow schilderte seinen unverheirateten Vorgesetzten nicht nur als schroff und unzugänglich, aber fleißig, sondern schrieb ihm auch eine „Vorliebe für das männliche Geschlecht“ zu. Leopold von Meerscheidt-Hüllessem, Chef des Homosexuellen-Dezernats der Berliner Polizei, habe Richthofen heimlich beobachten lassen, ohne etwas direkt Belastendes in Erfahrung zu bringen. Richthofen habe die Überwachung bemerkt und Hüllesem zur Rede gestellt.
Philipp zu Eulenburg, Friedrich von Holstein und Alfred von Kiderlen-Waechter hielten Richthofen für unfähig, „phlegmatisch“ und unzuverlässig. Besonders Eulenburg betrieb nach eigenen Angaben Richthofens Entlassung. Zugleich versuchte der Staatssekretär im Auswärtigen Amt, Adolf Marschall von Bieberstein, Richthofen aus dem Amt zu drängen, weil dieser, so Tresckow, dessen Wunsch nicht nachgekommen sei, Herbert von Bismarck zu observieren. Der Historiker Bernd-Ulrich Hergemöller vermutet, Richthofens plötzlicher und unerwarteter Tod sei ein verschleierter Selbstmord gewesen. Von Richthofen starb am 6. Juni 1895 in der Universitätsklinik zu Bonn.
In Berlin-Friedrichshain war die heutige Auerstraße von 1898 bis 1951 als Richthofenstraße nach Bernhard von Richthofen benannt.